# 梅津清中
梅津 清中（うめつ せいちゅう、1854年11月5日（安政元年9月25日）- 1940年（昭和15年）7月27日）は、日本の政治家。元山形県南村山郡上山町長。

## 来歴・人物
山形県南村山郡上山町（現上山市）出身。上山藩医の梅津清明の三男として生まれる。幼少の頃、上山藩の漢学者浅野普平から漢学を学ぶ。1870年（明治3年）から、東京帝国大学東校に学ぶ。
1880年（明治13年）8月に山形県議会議員改選に初当選、1884年（明治17年）5月満期退任。1899年（明治42年）3月に山形県議会議員補欠選挙に当選、1901年（明治44年）9月満期退任。1923年（大正12年）6月8日から1926年（大正15年）7月22日まで上山町長を務めた。
上山外八カ町村連合町村会議員、南村山郡全町村連合町村会議員、南村山郡会議員（4期）、上山町会議員（9期）などを務めた。1934年（昭和9年）2月21日から1938年（昭和13年）2月21日まで再度上山町長を務める。その後、亡くなる直前まで医業を続けた。
性格は、きわめて温厚であったが、家人の躾は厳格だった。きれい好きで常に端正。隠忍自重物事に処するに慎重でもあった。人を信頼すれば、細かいことを言わない。過ぎたことは愚痴を言わない。趣味は、書画、骨董、漢詩、植木等。